# Kabushiki-gaisha
Kabushiki-gaisha (Abkürzung: K.K. jap. 株式会社, historische japanische Aussprache: Kabushiki kaisha; wörtlich: Aktiengesellschaft) ist ein Typ von Kapitalgesellschaften im japanischen Recht.

## Sprachgebrauch
Die Aussprache kabushiki kaisha ist heute eine Nebenform der standardjapanischen Aussprache kabushiki gaisha. Die linguistische Erklärung, warum es diese zwei Formen gibt, lautet wie folgt: Bei Komposita wird im Japanischen der stimmlose Anlaut des zweiten Wortteiles stimmhaft, wenn das Kompositum als Einheit empfunden wird (siehe Rendaku). Bei der Prägung des Wortes während der Modernisierung Japans in der Meiji-Zeit war das noch nicht der Fall, und Kabushiki Kaisha wird daher in lateinischen Buchstaben „K.K.“ abgekürzt. Die ausgeschriebene Form mit K wird auch heute von einigen Unternehmen und verbreitet in der englischsprachigen juristischen Literatur verwendet.
Im Japanischen kann kabushiki gaisha vorangestellt oder angehängt werden z. B. 株式会社電通, Kabushiki Gaisha Dentsū oder トヨタ自動車株式会社, Toyota Jidōsha Kabushiki Gaisha. Es wird oft mit dem geklammerten ersten Schriftzeichen (株) bzw. mit den eigenen Unicode-Glyphen ㈱, ㊑ od. ㍿ abgekürzt.
Viele japanische Unternehmen übersetzen die Phrase kabushiki kaisha als Company, Limited (Co., Ltd.) in Anlehnung an die britische Bezeichnung Limited, während andere amerikanisierte Übersetzungen wie Corporation (Corp.) oder Incorporated (Inc.) nutzen. Andere Übertragungen ins Englische durch große Unternehmen sind Company (Co.), Kaisha, Limited (Kaisha, Ltd.), Limited (Ltd.) oder Company Incorporated (Co., Inc.). Manche Unternehmen lassen die Rechtsform im Englischen unübersetzt. Englische Texte beziehen sich oft auf kabushiki kaisha als joint stock companies. Während dies einer wörtlichen Übersetzung des Begriffes nahekommt, sind diese Begriffe inhaltlich nicht identisch. Deshalb verwendet die japanische Regierung heute business corporation als offizielle englische Bezeichnung. Das Justizministerium verwendet in seiner englischen Übersetzung des kaisha-hō stock company.

## Geschichte
Die erste kabushiki kaisha war die Daiichi Kokuritsu Ginkō (第一国立銀行, „Erste Nationalbank“, engl. First National Bank of Japan; heute Teil der Mizuho Ginkō, einer vollständigen Tochter der Mizuho Financial Group), gebildet 1873.
Die heutigen kabushiki kaisha werden durch das japanische Handelsgesetzbuch reguliert, dessen Regelungen zu Unternehmen auf die Besatzungszeit zurückgehen und auf dem Illinois Business Corporation Act von 1933 basieren. Obwohl das Gesetz in den folgenden Jahren geändert wurde, haben die kabushiki kaisha noch immer einige Züge amerikanischer Gesellschaften der Vorkriegszeit.
Am 29. Juni 2005 verabschiedete das japanische Parlament ein neues Gesetz, 会社法 (kaisha-hō oder Unternehmensgesetz), das am 1. April 2006 in Kraft trat. Das neue Gesetz hat großen Einfluss auf die Bildung und Arbeit von K.K. und anderen japanischen Wirtschaftsorganisationen und nähert diese an die heutigen Gegenstücke in den USA an.

## Bildung
Unter dem alten Gesetz benötigten kabushiki kaisha ein Startkapital von 10 Millionen Yen (etwa 87.000 US$). Während in den 1990er Jahren sieben Gesellschafter gefordert wurden, benötigt eine K.K. heute nur noch einen einzigen, der eine Person oder eine Gesellschaft sein kann. Die Hauptschwierigkeit bei der Gründung einer K.K. ist die Erklärung ihres Unternehmenszwecks, da Japan eine strikte Ultra-vires-Doktrin verfolgt und es daher nicht erlaubt ist, eine K.K. zu „jedem Zweck“ zu gründen, wie es im größten Teil der englischsprachigen Welt möglich ist. Oft werden daher juristische oder Verwaltungsschreiber herangezogen, um den Unternehmenszweck für die Gründungsartikel des Unternehmens zu entwerfen.
Vor der Registrierung bei der Regierung musste eine K.K. nach altem Recht das eingezahlte Kapital in ein spezielles Sperrkonto bei einer Bank einzahlen. Die Bank stellte ein Zertifikat über die Einzahlung (保管証明書, hokan shōmeisho) für die Regierung aus, und die K.K. musste die Registrierungssteuer (0,7 % des eingezahlten Kapitals, mindestens jedoch 150.000 Yen), entrichten.
Das neue Unternehmensgesetz eliminierte diesen Prozess, senkt die Registrierungssteuer und reduziert das erforderliche Stammkapital auf 1 Yen. Damit kostet die Gründung einer K.K. 240.000 Yen (ca. 2.000 US$) an Steuern und Registrierungsgebühren. Allerdings dürfen nach dem neuen Gesetz nur Gesellschaften mit einem Kapital von über 3 Millionen Yen Dividenden ausgeben.
Das neue Unternehmensgesetz erlaubt auch die Bildung einer K.K. als Geschlossene Gesellschaft (非公開株式会社, hikōkaiii kabushiki kaisha), bei der das „Board of Directors“ jedem Transfer von Anteilen zwischen den Anteilseignern zustimmen muss. Die Bestimmung einer Geschlossenen Gesellschaft muss in den Gründungsartikeln des Unternehmens deklariert werden.

## Struktur

### Board of Directors
Unter dem alten Recht musste eine K.K. ein Board of Directors (取締役会, torishimariyaku-kai) aus mindestens drei Personen besitzen. Die Direktoren (取締役, torishimariyaku) hatten eine Amtszeit von zwei Jahren und die Auditoren von vier Jahren. Das rechtliche Unternehmensoberhaupt ist der leitende Direktor (代表取締役, daihyō torishimariyaku), der das Siegel des Unternehmens besitzt. Mindestens einer der Direktoren und der leitende Direktor müssen japanische Staatsbürger sein.
Nach neuem Recht wurden diese Anforderungen etwas gelockert. Geschlossene K.K. benötigen nur noch einen Direktor, der keine festgelegte Amtszeit haben muss.

### Aufsicht und Berichtspflicht
Jede K.K. muss mindestens einen Auditor (監査役, kansayaku) haben. K.K. mit einem Kapital von mehr als 500 Millionen Yen, Verbindlichkeiten von über 2 Mrd. Yen bzw. öffentlich gehandelten Wertpapieren müssen mindestens drei Auditoren haben und eine jährliche Prüfung durch einen externen, zertifizierten Certified Public Accountant durchführen. Öffentliche K.K. unterliegen auch einer Berichtspflicht an das Finanzministerium.
Unter dem neuen Gesetz können öffentliche und andere nichtgeschlossene K.K. entweder einen Auditor oder ein Ernennungskomitee (指名委員会, shimei iinkai), Auditierungskomitee (監査委員会, kansa iinkai) und ein Kompensationskomitee (報酬委員会, hōshū iinkai) besitzen, eine Struktur ähnlich den amerikanischen public corporations. Geschlossene K.K. können die Funktionen des Direktors und des Auditors unabhängig vom Kapital und den Verbindlichkeiten auch in einer Person vereinigen.
Die Auditoren berichten an die Anteilseigner und sind berechtigt, finanzielle und operative Berichte von den Direktoren zu fordern.
Bestellt werden die Direktoren und die Auditoren von der Hauptversammlung (株主総会, kabunushi-sōkai).

### Positionen in der Unternehmensleitung
Das japanische Recht bestimmt keine Positionen in der Unternehmensleitung, so dass die Titel und Aufgaben der Führungskräfte sich zwischen den Unternehmen stark unterscheiden können.
Die Titel der Direktoren sind in absteigender, nomineller Rangfolge meist folgende: Vorsitzender (会長, kaichō, engl. Chairman of the Board), Präsident (社長, shachō oder 頭取, tōdori, engl. President, Representative Director), Vize-Präsident (副社長, fuku-shachō oder 副頭取, fuku-tōdori, engl. Executive Vice President), hauptgeschäftsführender Direktor (専務取締役, semmu torishimariyaku, engl. Executive Managing Director), geschäftsführender Direktor (常務取締役, jōmu torishimariyaku, engl. Managing Director) und restliche Direktoren (torishimariyaku, engl. Director). Die Position des rechtlichen Unternehmensoberhaupts hat dabei meist der Präsident inne, während in diesem Fall der Vorsitzende dann oft eine Ehrenposition ist, die früheren Präsidenten zuteilwird.

## Besteuerung
Kabushiki kaisha sind, wie in den meisten Ländern, Gegenstand der Doppelbesteuerung von Gewinn und Dividenden. Im Gegensatz zu anderen Ländern erhebt Japan die Doppelbesteuerung auf geschlossene Gesellschaften (yūgen kaisha und gōdō kaisha). Das macht die Besteuerung in Japan zum Randproblem, wenn es um die Entscheidung für die richtige Unternehmensform geht. Da alle öffentlich gehandelten Unternehmen der K.K.-Struktur folgen, wählen Kleinunternehmen oft die Form einer K.K., um bedeutsamer zu erscheinen.
Zusätzlich zur Einkommensteuer muss die K.K. einmalig eine Registrierungssteuer an die Regierung entrichten und kann zusätzlich lokaler Besteuerung unterliegen.